# Min (achternaam)
Min 闵 is een Chinese en Koreaanse achternaam en staat op de 132e plaats van de Baijiaxing.
- Koreaans: Min, 민
- Vietnamees: Mẫn

## Oorsprong
Volgens het Commentaar van Mijnheer Zuo op de Lente- en Herfstannalen hadden mensen met de achternaam Ji 姬, hun achternaam veranderd in de achternaam Min.
Gebieden waar de eerste Mins vandaan kwamen:
- Gansu, Dongxiang
- Shandong, Sishui
- Shanxi, Taiyuan
- Jiangsu, Taicang

## Beroemde personen met de achternaam Min
- Min Ziqian/Min Sun, een van de 72 leerlingen van Confucius
- Min Huifen, erhuspeelster
- monarchie in het oude Gojoseon (Korea)